# Tam Thanh, Tam Kỳ
Tam Thanh là một xã thuộc thành phố Tam Kỳ, tỉnh Quảng Nam, Việt Nam.

## Địa lý
Xã Tam Thanh nằm ở phía đông thành phố Tam Kỳ, có vị trí địa lý:
- Phía đông giáp biển Đông
- Phía nam giáp huyện Núi Thành
- Phía bắc giáp huyện Thăng Bình
- Phía tây giáp sông Trường Giang.

Xã Tam Thanh có diện tích 5,46 km², dân số năm 2019 là 5.582 người, mật độ dân số đạt 1.022 người/km².

## Hành chính
Xã Tam Thanh được chia thành 4 thôn: Hòa Hạ, Hòa Trung, Hòa Thượng và Tỉnh Thủy.

## Văn hóa - du lịch

### Hội họa
Là nơi có làng bích họa đầu tiên của Việt Nam tập trung ở hai thôn: Hòa Trung và Hòa Thượng. Do UBND thành phố Tam Kỳ và Quỹ Giao lưu Quốc tế Hàn Quốc (The Korea Foundation – KF) đồng tổ chức và thực hiện.

### Du lịch
Xã Tam Thanh cách trung tâm thành phố Tam Kỳ (Quảng Nam) 7 km về phía đông, nằm lặng lẽ sau rừng chắn sóng, là bãi tắm sạch đẹp, trong lành, bãi cát trắng thoải dài còn nguyên sơ.
Thôn Hòa Hạ: Có bãi tắm đẹp nhất thành phố Tam Kỳ.
Thôn Thanh Đông: Thôn có bãi tắm đẹp thứ 2 thành phố Tam Kỳ.